# Telégono
En la mitología griega, Telégono (en griego antiguo Τηλέγονος Têlégonos, ‘nacido lejos’) es tradicionalmente el hijo menor de Circe y Odiseo, hermano de Agrio y Latino. Una tradición tardía, sin embargo, lo hace descendiente de Odiseo con Calipso. De la unión de Telégono y Penélope nació Ítalo, epónimo de Italia.
 

Hesíodo en su Teogonía hace de Telégono, junto a sus hermanos Agrio y Latino como soberanos de los célebres tirrenos. Esta es la única mención al personaje en la obra hesiódica, siendo totalmente desconocido para la tradición poética de Homero. Sería en la épica arcaica, que nos ha sido transmitida en un estado fragmentario, en donde vemos un desarrollo más profundo del héroe. El poema épico la Telegonía, atribuido por Eusebio de Cesárea, Clemente de Alejandría, Proclo y Focio al griego Eugamón de Cirene —paternidad aceptada por los editores de los fragmentos de la épica—, era el último poema del llamado Ciclo Troyano y poseía una extensión de dos libros, donde se narraban los acontecimientos posteriores a la Odisea homérica. El argumento proveído por la Crestomatía de Proclo, transmitida por Focio, dice lo siguiente:
Después de esto viene la Odisea de Homero. Luego los dos libros de la Telegonía de Eugamón de Cirene, cuyo contenido es el siguiente:

Los pretendientes son sepultados por sus allegados. Ulises, tras celebrar un sacrificio en honor de las Ninfas, zarpa hacia Élide para visitar sus boyadas. Es hospedado en casa de Políxeno y recibe como regalo una crátera. Sobre ella están representadas las historias de Trofonio, Agamedes y Augías. Luego, tras regresar por mar a Ítaca, celebra los sacrificios prescritos por Tiresias. Después de eso llega al país de los tesprotos y desposa a Calídica, la reina de los tesprotos. Luego se inicia una guerra entre los tesprotos, al mando de Ulises, y los brigos. Entonces Ares pone en fuga a los de Ulises y Atenea le presenta batalla. Apolo los separa. A la muerte de Calídica, la realeza la hereda Polípetes, hijo de Ulises así que él regresa a Ítaca. En eso, Telégono, que se ha embarcado en busca de su padre, desembarca en Ítaca y saquea la isla. Al tratar de defenderla, Ulises muere a manos de su hijo por error. Telégono, al darse cuenta de su equivocación lleva el cuerpo de su padre con Telémaco y Penélope, a su madre. Ella los vuelve inmortales. Telégono se desposa con Penélope y Telémaco, con Circe. (Traducción Alberto Bernabé).
Una adhesión que específica la naturaleza del conflicto, mencionan que Telégono asesinó a Odiseo con una lanza que en su punta tenía un aguijón de una raya, en un enfrentamiento en donde ambos desconocían su filiación familiar.
En la mitología romana expuesta por Higino, menciona que cuando Telégono llega a Ítaca buscando a Odiseo por petición de Circe, acuciado por el hambre saquea los campos de la isla. Odiseo y Telémaco, desconociendo el origen de Telégono, se enfrentan en combate, éste dándole muerte a Odiseo, como ya estaba augurado. Cuando se supo la familiaridad entre ambos, por mandato de Minerva se lleva el cuerpo de Odiseo junto a Circe en la isla de Eea, donde recibiría sepultura.